# Zaborsko (Warnice)
Zaborsko (deutsch Sabes) ist ein Dorf in der Woiwodschaft Westpommern in Polen. Es gehört zur Gmina Warnice (Gemeinde Warnitz) im Powiat Pyrzycki (Pyritzer Kreis).

## Geographische Lage
Das Dorf liegt in Hinterpommern, etwa 38 Kilometer südöstlich der Stadt Stettin und etwa elf Kilometer nordöstlich der Stadt Pyrzyce (Pyritz).
Nachbarorte sind im Norden Nowy Przylep (Neu Prilipp) und im Südosten Lubiatowo (Lübtow). Im Nordwesten schließt unmittelbar, durch das Flüsschen Gowienica (Hufnitz) getrennt, das Nachbardorf Cieszysław (Augusthof) an. Im Süden und Westen erstreckt sich der Plönebruch, darin liegt etwa ein Kilometer südlich des Dorfes der Zaborsko (Sabessee).

## Geschichte

Sabes südsüdöstlich des Stettiner Haffs, südöstlich des Madüsees (Madui Lacus) und östlich der Plöne (Plone fluvius) auf der Landkarte des Eilhard Lubinus von 1618 (Ausschnitt)

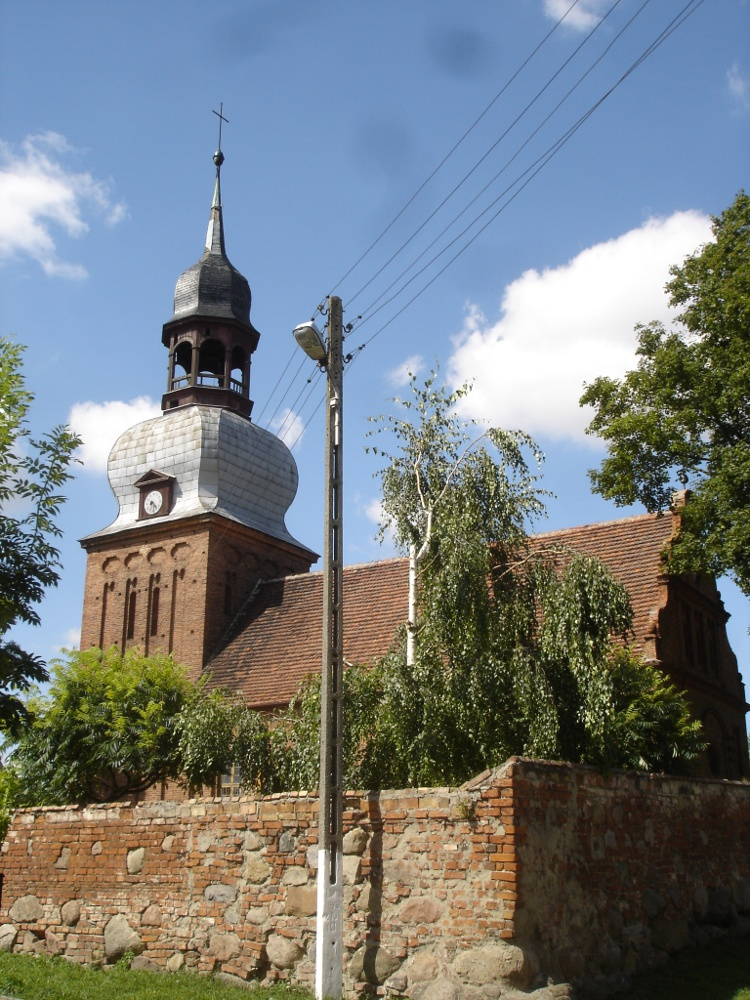
Dorfkirche, erbaut 1721 (bis 1945 evangelisch, Aufnahme von 2009)

Die erste überlieferte Nennung des Dorfes stammt aus einer Urkunde, mit der im Jahre 1235 Herzog Barnim I. von Pommern das Kloster Kolbatz in seinen Schutz nahm und ihm seinen Besitz bestätigte, darunter das damals Zobarsk genannte Dorf.
Da der Herzog in dieser Urkunde lediglich den bestehenden Besitz bestätigte, muss das Kloster Kolbatz irgendwann zwischen den ersten Schenkungen aus dem Jahre 1176 und dem Jahr 1235 in den Besitz des Dorfes gelangt sein.
Der Erwerb des Dorfes bildete für das Kloster eine wesentliche Ergänzung seines alten Besitzes von 1176 in Richtung zum Plönesee.
Weitere urkundliche Nennungen des Dorfes stehen ebenfalls im Zusammenhang mit dem Kloster Kolbatz.
So erschien es im Jahre 1236 als Zobarschowe in einer Urkunde, mit der Bischof Konrad III. von Cammin dem Kloster Kolbatz den Zehnten in allen zum Kloster gehörenden Besitzungen verlieh.
Im Jahre 1237 wird es als Zobarscoue in einer Besitzbestätigung genannt, die Papst Gregor IX. für das Kloster Kolbatz ausgestellt hat,
1240 als Zobarsk in einer weiteren Besitzbestätigung durch Herzog Barnim I.
und 1242 als Zabes in einer Besitzbestätigung durch die Markgrafen Johann I. und Otto III. von Brandenburg.
Brüggemann (1784) führte Sabes unter den Dörfern des Amtes Kolbatz auf. Im Amt Kolbatz waren die ehemaligen Eigentumsdörfer des in der Reformationszeit säkularisierten Klosters Kolbatz zusammengefasst. Damals bestanden in Sabes 39 Haushaltungen („Feuerstellen“), darunter ein Freischulze, 17 Bauern, fünf Kossäten und ein Schulmeister. Brüggemann beschreibt, dass die Brücher und Wiesen des Dorfes durch die Ablassung des Madüsees, gemeint ist die Absenkung des Wasserspiegels unter Friedrich dem Großen im Jahre 1770, und durch die Aufräumung der Plöne „trocken und nutzbar geworden“ waren.
Im Rahmen der Regulierung der gutsherrlichen und bäuerlichen Verhältnisse (siehe: Preußische Agrarverfassung) des Dorfes Sabes erhielt der damalige Freischulze namens Lindemann seine Grundstücke und das von ihm gepachtete Kirchenland in unzertrenntem Zusammenhang überwiesen. Er gründete ein Landgut nordwestlich des Dorfes, das auf seinen Antrag im Jahre 1820 den Namen Augusthof erhielt. Später wurde noch zu Augusthof das Vorwerk Seehof am Ufer des Sabessees angelegt.
Berghaus (1868) bezeichnet Sabes als ein Kirchdorf unter den ländlichen Ortschaften im Bezirk des Domänen-Rentamts Pyritz im Pyritzer Kreis. Sabes zählte damals 355 Einwohner. Es bestanden unter anderem 17 Bauernhöfe, drei Kossätenhöfe und eine Küster- und Schulstelle.
Vor 1945 bildete Sabes, zu dem auch die beiden Wohnplätze Augusthof, Mühle und Seehof gehörten, eine Landgemeinde im Kreis Pyritz der preußischen Provinz Pommern.
Gegen Ende des Zweiten Weltkriegs besetzte im Frühjahr 1945 die Rote Armee die Region. Kurz darauf wurde Sabes zusammen mit ganz Hinterpommern unter polnische Verwaltung gestellt. Der Ortsname wurde nach „Zaborsko“ polonisiert. Soweit die Einwohner nicht geflohen waren, wurden sie in der darauf folgenden Zeit von der örtlichen polnischen Verwaltungsbehörde über die Oder nach Westen vertrieben. Heute bildet das Dorf ein eigenes Schulzenamt in der Gmina Warnice (Gemeinde Warnitz).

## Einwohnerzahlen
| Jahr | Ein- wohner | Anmerkungen                                |
| ---- | ----------- | ------------------------------------------ |
| 1816 | 149         | [ 11 ]                                     |
| 1864 | 355         | in 58 Wohnhäusern                          |
| 1867 | 452         | [ 12 ]                                     |
| 1871 | 433         | darunter 432 Evangelische und ein Katholik |
| 1925 | 428         | darunter 427 Evangelische und ein Katholik |
| 1933 | 435         | [ 13 ]                                     |
| 1939 | 393         | [ 13 ]                                     |

## Sehenswürdigkeiten
- Dorfkirche. Backsteinbau aus dem Jahre 1721, Turm im Barockstil mit durchbrochener Haube. Die Kirche wurde im Jahre 1928 durch einen Brand beschädigt.